# 特加斯基陨击坑
特加斯基陨击坑（Tugaske）是火星陶玛西亚区的一座撞击坑，中心坐标位于南纬32.1度、西经101.2度处，直径约54公里（34英里）。根据美国地质调查局数据绘制的火星表面地质龄图，特加斯基陨击坑周边地区形成于38至35亿年前的诺亚纪。1991年，国际天文联合会以加拿大萨斯喀彻温省小镇特加斯基对它予以了正式命名。
该陨坑位于迪诺威克陨击坑南面及维拉特陨击坑的东南，坑壁平均高出火星基准面约6700米（22000英尺），而坑底最深处，即中央坑测量值为5100米（16700英尺）左右，因此，它的深度约为1000米。